# The Moon Song
"The Moon Song"은 2013년에 개봉한 《그녀》에 삽입된 곡으로, 캐런 오졸레크 (캐런 오)가 작곡을 하고 캐런 오졸레크와 스파이크 존스가 작사를 하였다. 엔딩 크레딧에서는 캐런 오가 연주를 하였고, 영화 내에서는 영화의 주요 등장인물들인 사만다 (스칼렛 조핸슨과 테오도레 (호아킨 피닉스)가 연주를 하였다. 2014년 2월 11일에 워터타워 뮤직을 통해 발매되었다.
2014년 1월, 이 곡은 제86회 아카데미상에 아카데미 주제가상 후보로 올랐으나, 《겨울왕국》의 《Let It Go》에 밀려 수상을 하지는 못했다. 2014년 3월 2일에 케런 오는 시상식에서 에즈라 코에닉과 함께 기타로 연주하였다.

## 수록곡
The Moon Song: Music from and Inspired by the Motion Picture Her - Single
| #            | 제목                                   | 작사·작곡                    | 재생 시간 |
| ------------ | -------------------------------------- | ---------------------------- | --------- |
| 1.           | 〈The Moon Song〉 (스튜디오 듀엣 버전) | 캐런 오, 에즈라 코에닉       | 3:05      |
| 2.           | 〈The Moon Song〉 (엔딩 크레딧 버전)   | 캐런 오                      | 2:26      |
| 3.           | 〈The Moon Song〉 (영화 버전)          | 스칼렛 조핸슨, 호아킨 피닉스 | 1:50      |
| 총 재생 시간 | 총 재생 시간                           | 총 재생 시간                 | 7:21      |